# トム・スコット (音響技術者)
トム・スコット（Tom Scott）は、アメリカの音響技師。アカデミー賞最優秀録音賞を2回受賞している。1985年から1992年までスカイウォーカー・サウンドの主任技師を務めた。
1985年にルーカスフィルムのスカイウォーカー・サウンドでトム・コバヤシと出会った。当時、同社はカリフォルニアでスカイウォーカーのポストプロダクション施設を完成させようとしていた。1992年、スコットとコバヤシは、光ファイバー・ネットワークを使用して高品質のビデオとオーディオを長距離伝送するエンターテイメント・デジタル・ネットワーク（EDnet）を設立した。2024年2月、スコットとコバヤシは第66回グラミー賞で技術グラミー賞を受賞した。

## 主なフィルモグラフィ
- 『ライトスタッフ』 - The Right Stuff (1983年)[5]
- 『アマデウス』 - Amadeus (1984年)[6]